# NGC 1506
NGC 1506 é uma galáxia elíptica (E-S0) localizada na direcção da constelação de Dorado. Possui uma declinação de -52° 34' 24" e uma ascensão recta de 4 horas, 00 minutos e 21,6 segundos.
A galáxia NGC 1506 foi descoberta em 23 de Dezembro de 1837 por John Herschel.